# كنداير سي إل-215

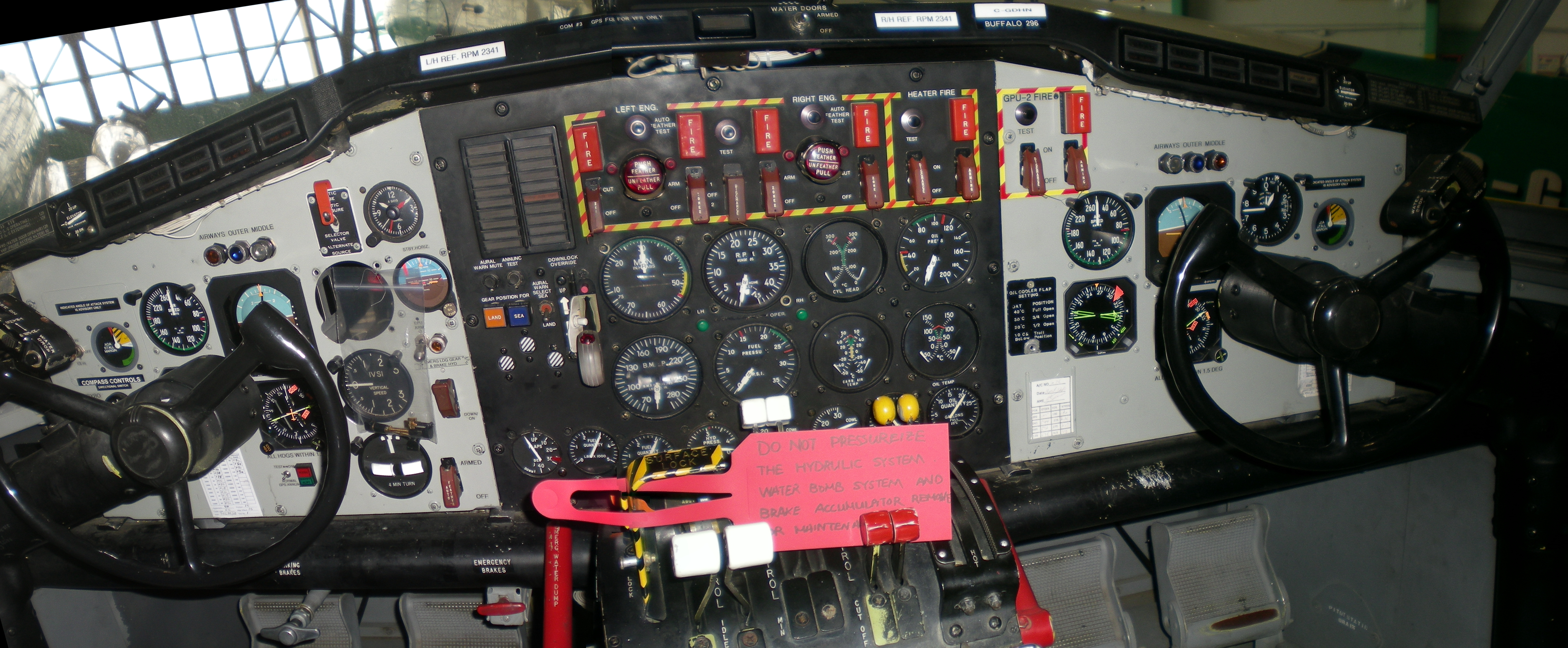
Cockpit of a Buffalo Airways Canadair CL-215

كنداير سي إل-215 (المغرفة) (بالإنجليزية: Canadair CL-215) كانت النموذج الأول في سلسلة من طائرات مكافحة الحرائق. وهي طائرة قارب برمائية بنتها شركة كنداير والتي أصبحت في وقت لاحق تعرف باسم بومباردييه إيروسبيس. سي إل-215 هي طائرة ذات محركين، وذات أجنحة عالية، مصممة لتعمل بشكل جيد وهي محملة عند السرعات المنخفضة وفي بيئات عاصفة وذات زوابع، مثل التحليق فوق حرائق الغابات. كما أنها قادرة على الهبوط والإقلاع من، مهابط طائرات غير معبدة وقصيرة.

## التصميم والتطوير

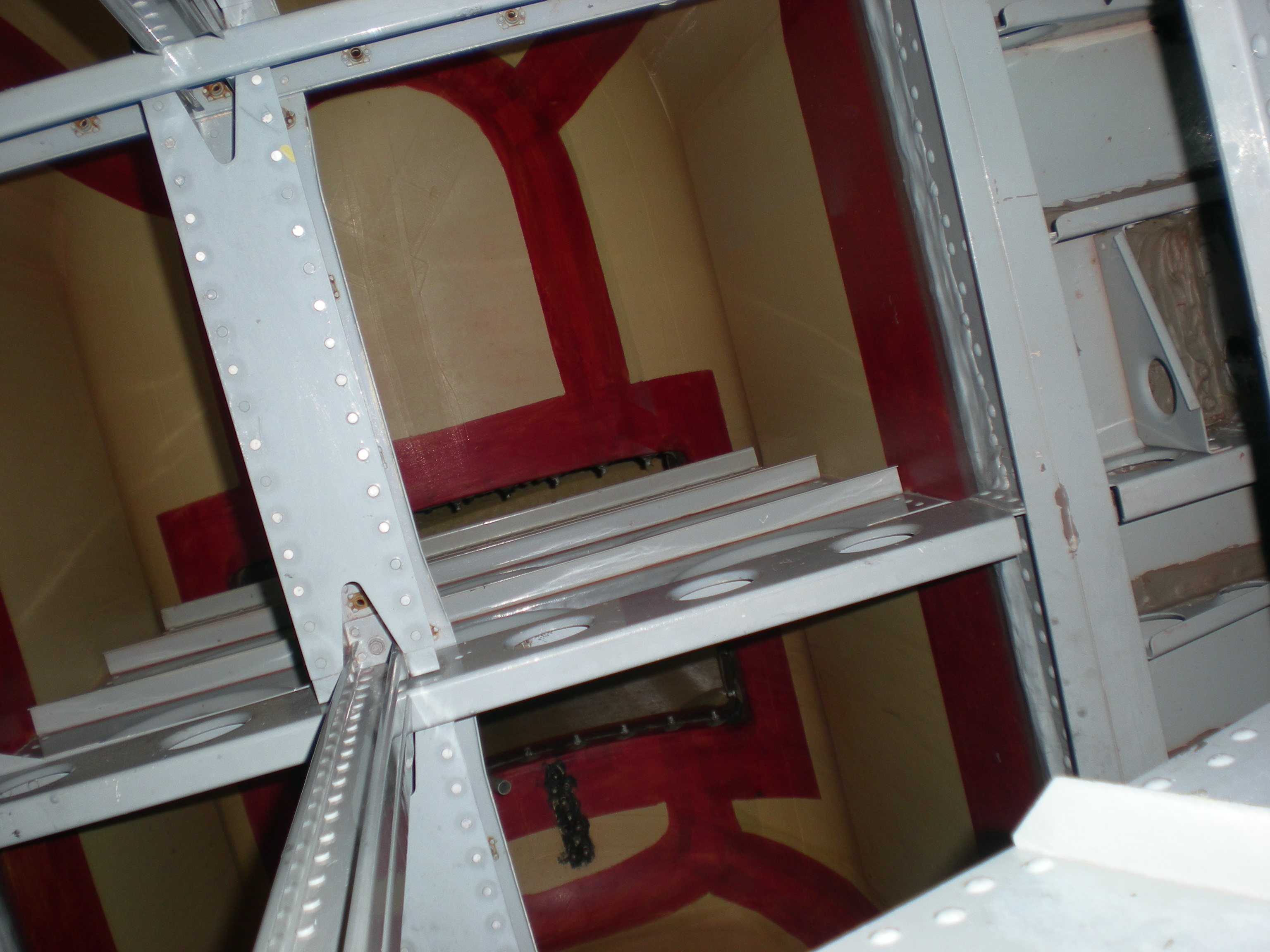
"باب القنبلة" الذي تسقط منه المياه

## المشغلين

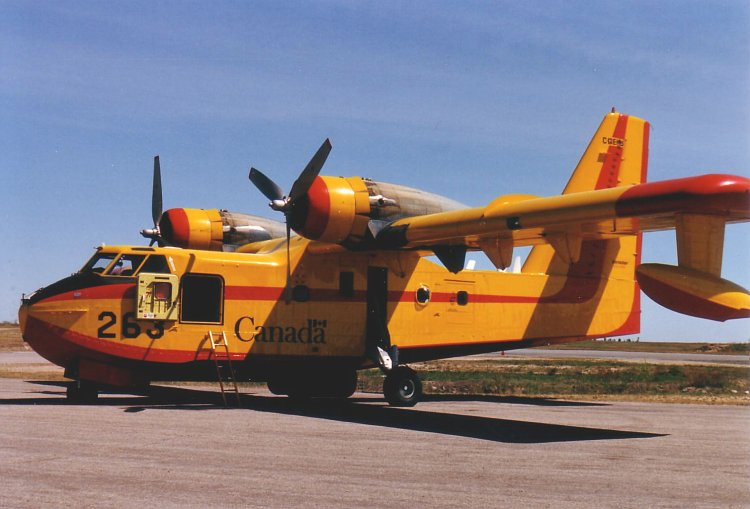
Canadair CL-215 في الخدمة المدنية الكندية

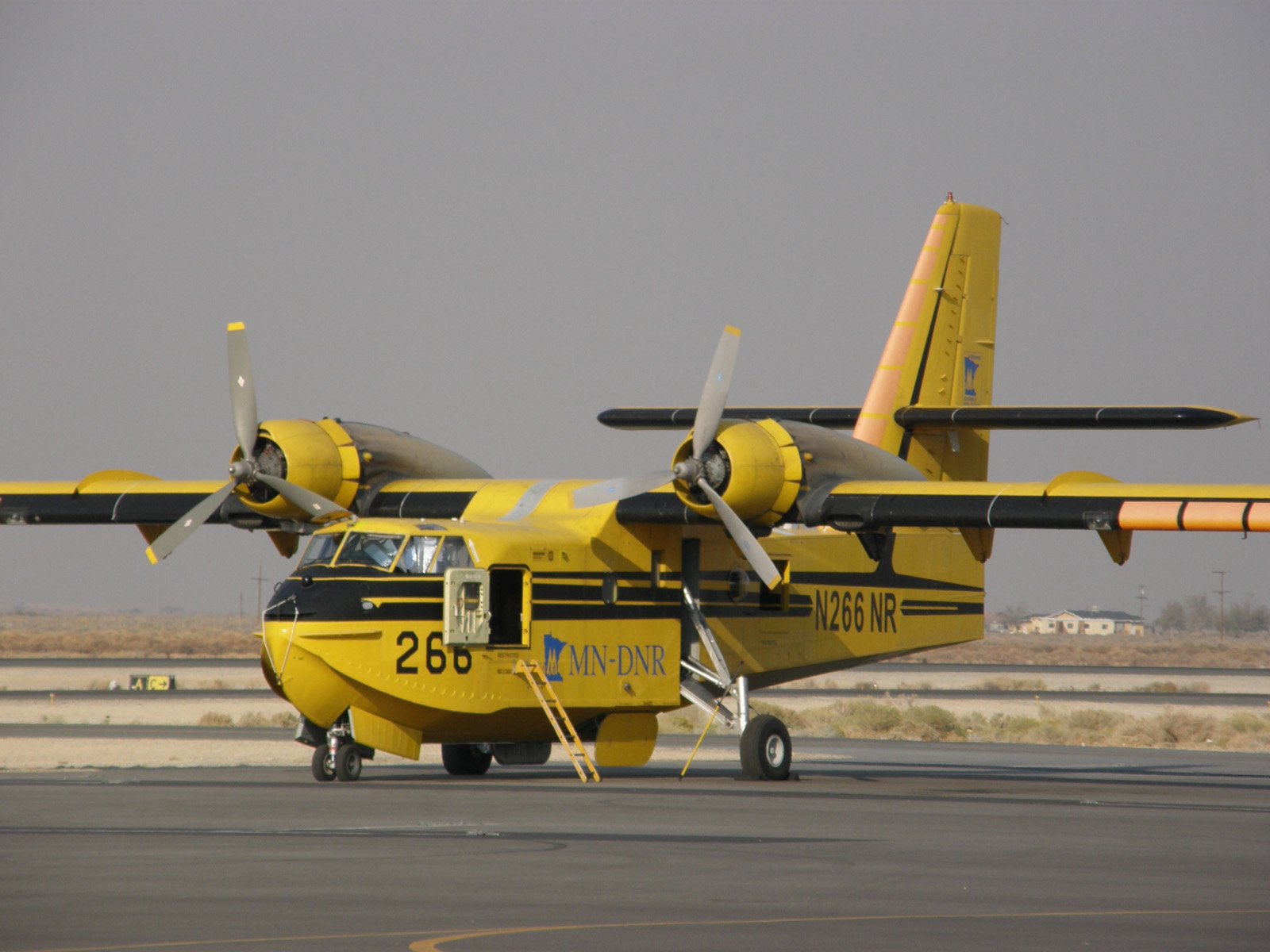
واحدة من إدارة الموارد الطبيعية في مينيسوتا سكوبرز. أعارت الإدارة الطائرة لجهود محاربة حرائق كاليفورنيا 2007.

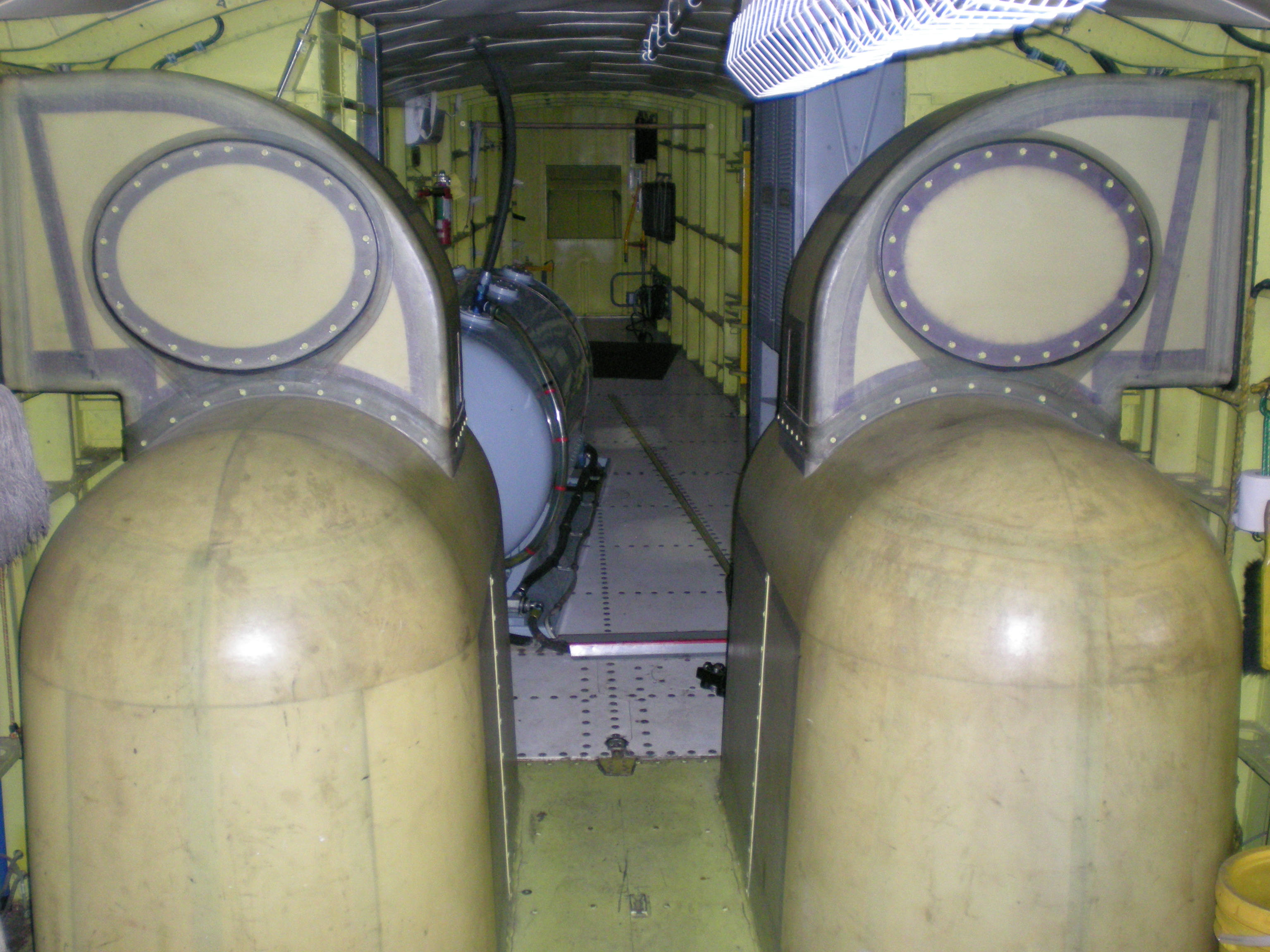
خزانات مياه مع خزان إخماد الحريق في الخلف. يوجد في الجزء العلوي من الخزانات مسارات تسكب المياه الزائدة التي يتم جمعها أثناء عمليات التجديد من جانب الطائرة.

ابتداء من عام 1969، على مدى 21 عاما تم بناء 125 من هذه الطائرات وبيعها لعملاء في 11 دولة.
 كندا
اعتبارا من يناير 2016 كان هناك 59 طائرة (CL215) مسجلة لدى وزارة النقل الكندية.
- خطوط بافلو، يلونايف، الأقاليم الشمالية الغربية: ثمانية (CL215 1A10)
- مجموعة كون إير، أبوتسفورد (كولومبيا البريطانية)، كولومبيا البريطانية: أربعة CL-215-6B11 (Series CL-215T) (تعمل تحت عقد نيابة عن صاحب الطائرات - حكومة ألبرتا)
- مانيتوبا (الحكومة) الخدمة الجوية:
- حكومة نيوفاوندلاند ولابرادور:
- وزارة الموارد الطبيعية والغابات، أونتاريو:
- وزارة الموارد الطبيعية والحياة الفطرية، كيبك:
- وزارة البيئة، ساسكاتشوان:[3]

 المغرب
- رفع المغرب من عدد طائراته من نوع “كنادير” إلى سبع، تحضيرا لمواجهة الحرائق في الصيف ، إلى جانب الاستعانة بالذكاء الاصطناعي، و”الدرونات”، وأقمار اصطناعية أمريكية.[4] [5] [6] [7]

 اليونان
- القوات الجوية اليونانية، MTM: 21 CL-215s[8]

 إيطاليا
- Societa Ricerche Esperienze الأرصاد الجوية [9]

 إسبانيا
- القوات الجوية الإسبانية،[10]
- وزارة البيئة (INAER):[11]

 تايلاند
- البحرية الملكية التايلاندية:.[12][13]

 تركيا
- جوكجن للطيران - جمعية الطيران التركية:[14]

 الولايات المتحدة
- ايرو فليت، وشركة كينغمان، أريزونا: خمسة CL-215s[15]

### مشغلين سابقين
كرواتيا
- الرقم في المصدر يعطي ثمانية هياكل طائرات، أربعة مملوكة للحكومة وأربعة للقوات الجوية -[16]

 فرنسا
- التأهب للطوارئ.[17]

 فنزويلا
- CVG فيرومينيرا أورينوكو:[18]

 يوغوسلافيا
- سلاح الجو اليوغوسلافي:[19]

## الحوادث والوقائع
حصل 30 حادث لطائرات (CL-215)، 19 منها كانت قاتلة.

## الطائرات المعروضة
- مركز تراث الأدغال الكندي CL-215 F-ZBBT، سابقا من الفرع الأمن المدني الفرنسي[21][22]
- متحف الطيران والفضاء CL-215 F-ZBAY، سابقا من الفرع الأمن المدني الفرنسي[21]
- متحف سينسهايم للسيارات والتكنولوجيا CL-215 F-ZBBH، سابقا من الفرع الأمن المدني الفرنسي[21]
- متحف تكنيك شباير CL-215 F-ZBAR، سابقا من الفرع الأمن المدني الفرنسي[21]

## مواصفات (CL-215)

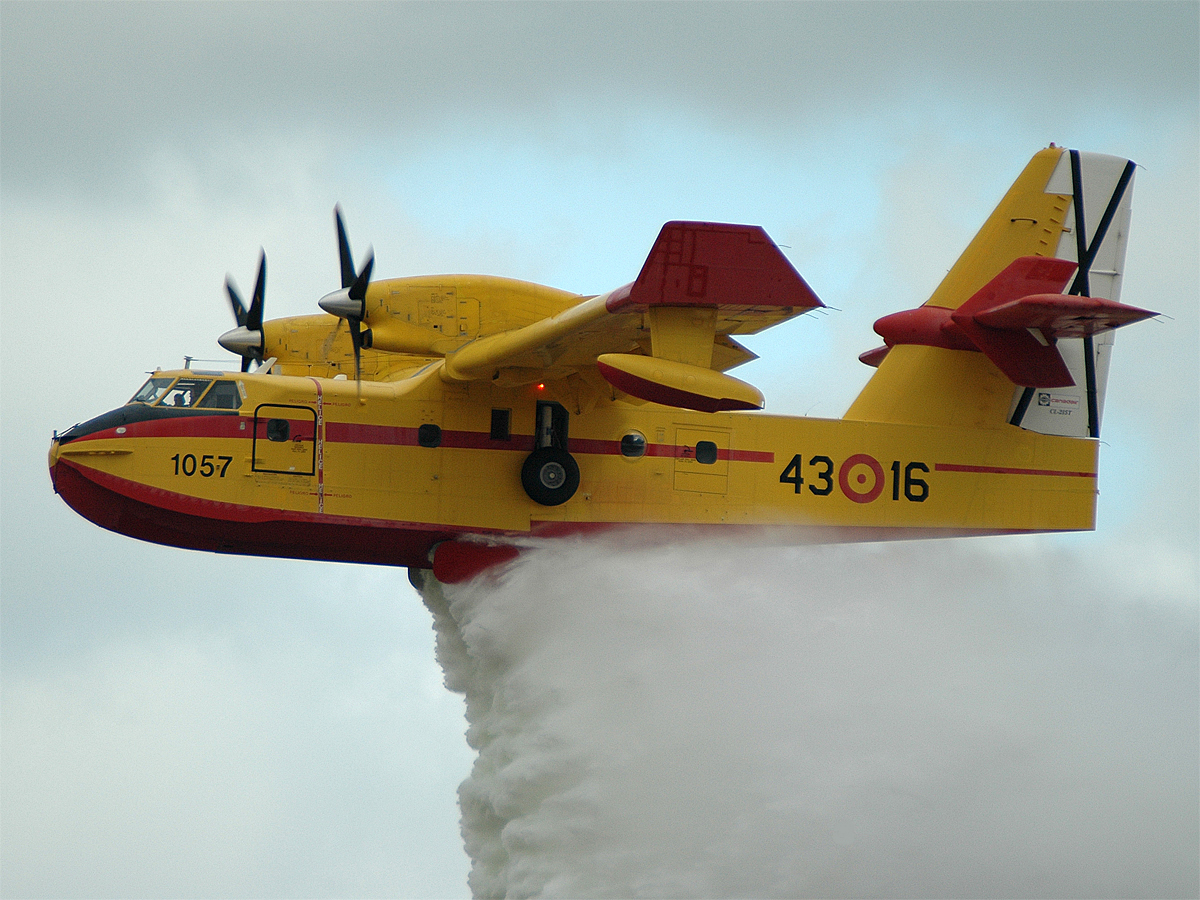
طائرة CL-215T تعمل بمحرك توربيني تابعة للقوات الجوية الإسبانية

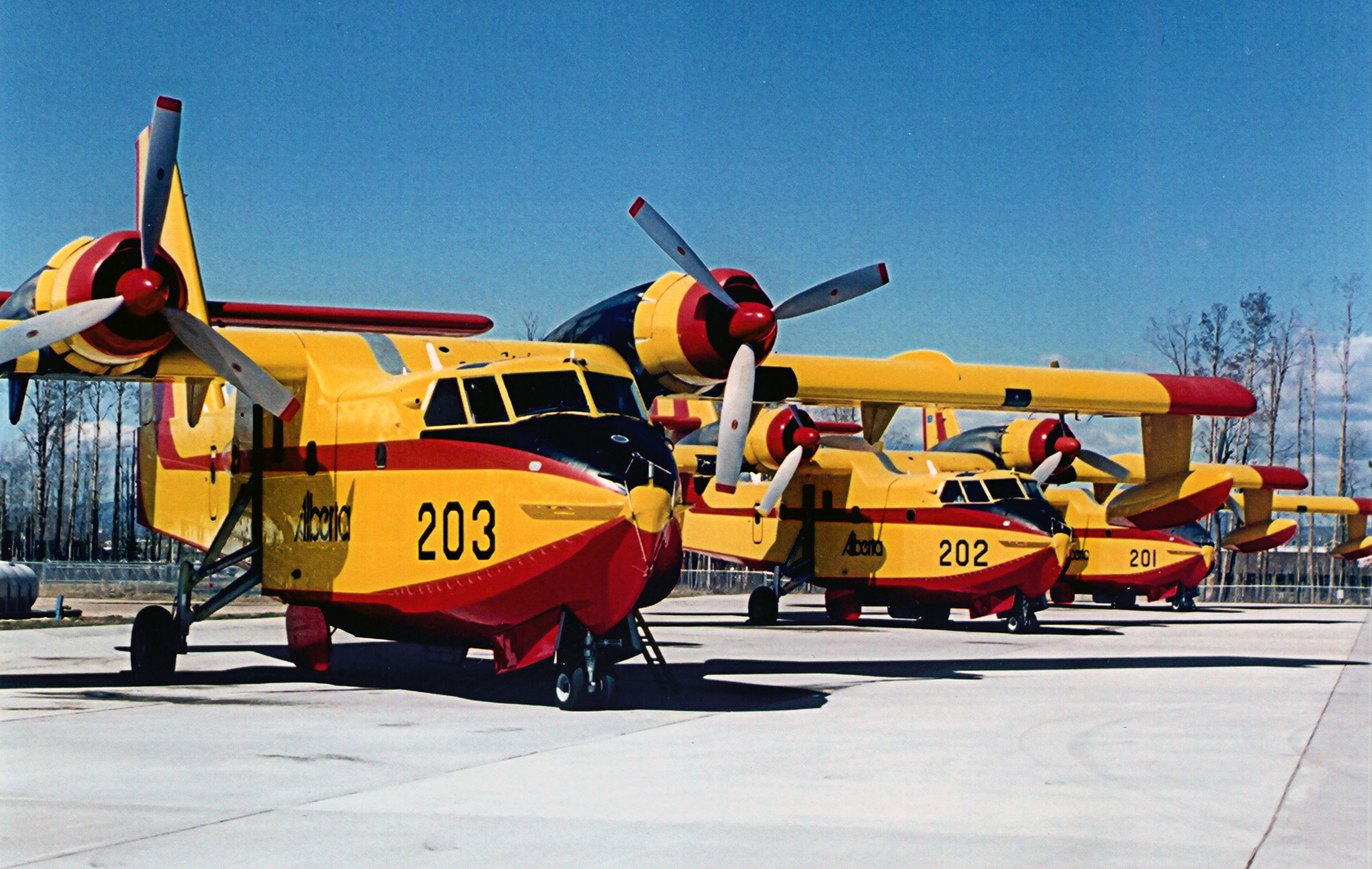
CL-215s التابعة لمقاطعة ألبرتا

البيانات من Jane's All the World's Aircraft 1984-85
الخصائص العامة
- طاقم: 2
- سعة: ما يصل إلى 26 مقعد متقابلة لنقل الركاب
- طول: 19.82 م (65 قدم 0 بوصة)
- باع الجناح: 28.6 م (93 قدم 10 بوصة)
- ارتفاع: 8.92 م (29 قدم 3 بوصة)
- مساحة الجناح: 100.33 م2 (1,079.9 قدم2)
- Aspect ratio: 8.15
- الوزن فارغة: 12,160 كـغ (26,808 رطل)
- وزن الإقلاع الأقصى: 19,731 كـغ (43,499 رطل) على الأرض، 17,100 كـغ (37,700 رطل) على الماء
- سعة الوقود: 5,910 ل (1,561.3 غال-أمريكي؛ 1,300.0 غالون إمب) في خزاني وقود، مكون من ثمانية خلايا لكل منهما، في الأجنحة
- محركات: 2 × برات آند ويتني آر-2800 دوبل واسب 18-cyl air-cooled radial piston engines, 1,566 كـو (2,100 حصان) الواحد
- مراوح: 3-ريشة Hamilton Standard Hydromatic constant-speed fully-feathering propeller

أداء
- سرعة العبور: 291 كم/س (181 ميل/س؛ 157 عقدة) at 18,595 كـغ (40,995 رطل) and 3,050 م (10,010 قدم)
- Stall speed: 123 كم/س (76 ميل/س؛ 66 عقدة) 25° flap power off at 15,603 كـغ (34,399 رطل)
- مدى: 2,094 كـم (1,301 ميل؛ 1,131 nmi) with 1,587 كـغ (3,499 رطل) حمولة بعيدة المدى على قوة العبور
- معدل الصعود: 5.0833 م/ث (1,000.65 قدم/د)

إلكترونيات الطيران

- Dual VHF and VHF/FM comms,
- VOR/ILS receivers
- ADF
- Marker Beacon Rx
- متلقي (طيران)